# Bilycke
Bilycke (ukrajinsky Білицьке, rusky Белицкое – Belickoje) je město v Doněcké oblasti na Ukrajině. K roku 2018 v něm žilo přes osm tisíc obyvatel.

## Poloha a doprava
Bilycke leží na Donbase v povodí Voďany, přítoku Byku v povodí Samary. Je vzdáleno přibližně čtrnácti kilometrů jihovýchodně od Dobropillji.

## Dějiny
Bilycke bylo založeno v roce 1909. Městem je od roku 1966.